# کندر (افغانستان)
کندر (به لاتین: Kundur) یک منطقهٔ مسکونی در افغانستان است که در ولایت هرات واقع شده‌است.